# Diccionari català-valencià-balear
El Diccionari català-valencià-balear (DCVB, Diccionario catalán-valenciano-balear), también denominado Diccionario Alcover Moll en honor a sus creadores, es un diccionario, consultable incluso en línea, que recoge todo el caudal léxico del catalán. Si bien no es una fuente normativa del idioma, es todavía hoy en día una fuente inestimable para lingüistas y amantes de dicha lengua. Es tal el alcance de este diccionario que se puede decir que tiene difícil parecido en otros idiomas, y es considerada una de las obras lexicográficas más importantes de la romanística.[cita requerida]
Realizado con la colaboración de muchísimas personas, pero con la dirección y tareas principales de Antoni Maria Alcover, Francesc de Borja Moll y Manuel Sanchís Guarner, fue culminado en el año 1963. En un principio, la obra se tituló Diccionari de la llengua catalana, pero en 1918 fue modificado con la intención de captar ciertos sectores valencianos y baleares reacios a denominar como "catalán" a su lengua.

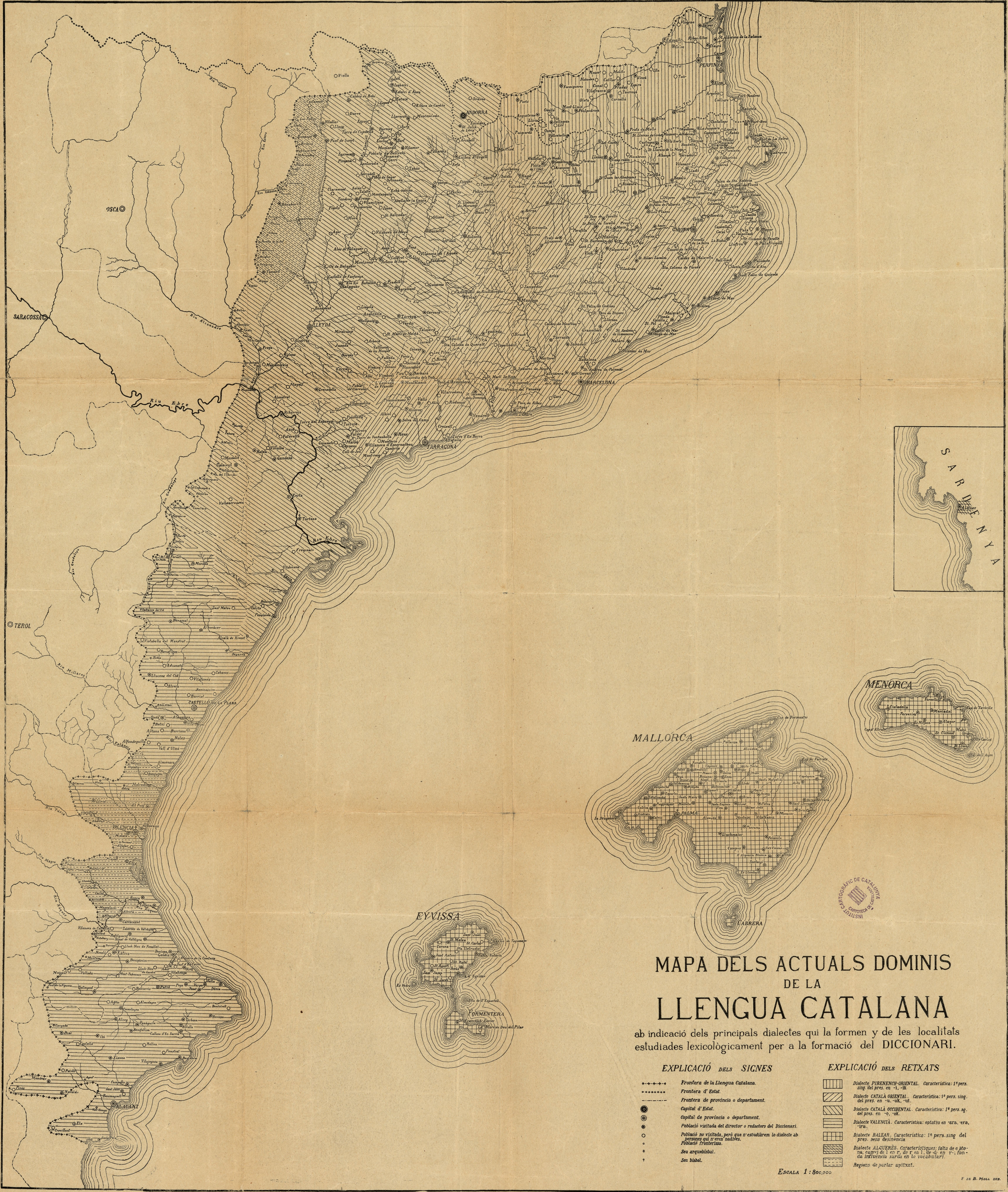
Mapa dialectal que aparece en el diccionario

Según el largo subtítulo que lleva este diccionario es:

Una obra comprensiva de la lengua que se habla en el Principado de Cataluña, el antiguo Reino de Valencia, las Islas Baleares, en parte del departamento francés de los Pirineos Orientales, y los valles de Andorra, la margen oriental de Aragón y a la ciudad de Alguer en Cerdeña.